# Dorsifulcrum xeromeris
Dorsifulcrum xeromeris är en fjärilsart som beskrevs av Claude Herbulot 1979. Dorsifulcrum xeromeris ingår i släktet Dorsifulcrum och familjen mätare. Inga underarter finns listade i Catalogue of Life.